# Acygnatha
Acygnatha là một chi bướm đêm thuộc họ Erebidae.